# 林肯 (加利福尼亚州)
林肯（英語：Lincoln），是美国加利福尼亚州普莱瑟县下属的一座城市。建市于1890年8月7日，面积大约为20.11平方英里（52.1平方公里）。根据2010年美国人口普查，该市有人口42,819人。